# 電漿子
電漿子（plasmon）又称等離體子、等离激元、电离浆子，可简称浆子，是電漿振盪的量子，電漿子是從電漿振盪量子化而產出的準粒子，正如光子和聲子分別是光和機械震動的量子化一樣（儘管光子是基本粒子而不是準粒子）。因此，電漿子是自由電子氣密度的集體振盪。例如，在光學頻率上，電漿子可以和光子偶合來創造另一種叫作電漿子-電磁極化子的準粒子。
由於電漿子是古典電漿振盪的量子化，它們的大多數性質可以直接從馬克士威方程式中導出。

## 解釋
電漿子可以被描述在古典圖像中，如和金屬中的固定正離子有關的一個自由電子密度的振盪。設想一個電漿振盪，想像一個金屬塊放置在指向右方的外部電場中。電子將會向左側移動（正離子則在右側）直到它們消除了金屬內部的電場。若電場被移除了，電子被右側的正離子所吸引而移向右方。它們以電漿頻率來回振盪直到能量在某些阻力與阻尼中流失掉。電漿子則是這種振盪的量子化。

### 電漿子的角色
電漿子在金屬的光學性質中扮演了很大的角色。光的頻率若是在電漿頻率之下，則會被反射，因為金屬中的電子屏蔽了光的電場。光的頻率若是高於電漿頻率則會透射，因為電子回應得不夠快而不能屏蔽它。在大多數的金屬中，電漿頻率接近紫外線的頻率，反射了可見光讓它們看起來很閃亮。一些金屬如銅和金，在可見區中有電子帶間過渡，藉此吸收某些能量的（某些顏色的）光，讓它們擁有獨特的顏色。在半導體中，價帶電漿頻率通常是深紫外線的頻率，這也是為什麼它們那麼反光。
電漿子能量通常可以自由電子模型來估計
{\displaystyle E_{p}=\hbar {\sqrt {\frac {ne^{2}}{m\epsilon _{0}}}}=\hbar \cdot \omega _{p},}
這裡的{\displaystyle n}是導電子密度，{\displaystyle e}是基本電荷，{\displaystyle m}是電子質量， {\displaystyle \epsilon _{0}}是自由空間電容率，{\displaystyle \hbar }是普朗克定數，{\displaystyle \omega _{p}}是電漿子頻率。